# قديسو حرب الكريستيرو
قديسو حرب الكريستيرو (بالإنجليزية: Saints of the Cristero War) هم مجموعة من خمسة وعشرين شخصًا – معظمهم من الكهنة الكاثوليك – قُتلوا خلال حرب الكريستيرو في المكسيك خلال عشرينيات القرن العشرين، وقد أُعلنوا قديسين في الكنيسة الكاثوليكية في 21 مايو 2000 على يد البابا يوحنا بولس الثاني.

## الخلفية
بعد الثورة المكسيكية، سنَّت الحكومة بقيادة الرئيس بلوتاركو إلياس كاليس قوانين صارمة مناهضة للكنيسة والمعابد الدينية، ضمن ما عُرف بقانون "كاليس"، والذي حظر ممارسة الكهنة للكثير من وظائفهم الدينية. في هذا السياق، اندلعت حرب الكريستيرو (1926–1929)، وهي تمرد شعبي مسلح قاده مؤمنون كاثوليك ضد سياسات الحكومة المناهضة للدين.

## الاستشهاد
أُعدم معظم هؤلاء الكهنة لأنهم استمروا في أداء الأسرار المقدسة (مثل القداس والاعتراف) رغم الحظر، ورفضوا إغلاق الكنائس أو التخلي عن وظيفتهم الكنسية. تم إعدامهم رمياً بالرصاص أو شنقًا، وغالبًا بدون محاكمة. لم تشمل عملية التقديس الكهنة أو المؤمنين الذين حملوا السلاح خلال النزاع، بل اقتصرت على من قُتلوا دون مقاومة مسلحة، وذلك تأكيدًا على شهادتهم السلمية.

## يوم العيد
تحتفل الكنيسة الكاثوليكية بذكرى هؤلاء الشهداء في **21 مايو** من كل عام، وهو اليوم الذي أُعلنوا فيه قديسين رسميًا عام 2000.

## أبرز الأسماء ضمن المجموعة
من بين القديسين الـ25:
- القديس كريستوبال ماغالانيس (Cristóbal Magallanes)
- القديس أغيري بلانكو (Agustín Caloca Cortés)
- القديس رومانو آراندا (Román Adame Rosales)
- القديس توربيو رومو غونزاليس (Toribio Romo González)

جميعهم كانوا كهنة أُعدموا خلال تأديتهم لعملهم الكنسي في تحدٍ مباشر للقوانين المناهضة للدين.

## الإرث والتأثير
أثّرت شهاداتهم في الوعي الديني المكسيكي، وتم اعتبارهم رموزًا للإخلاص للكنيسة الكاثوليكية. توجد تماثيل وكنائس ومدارس تحمل أسماءهم في مختلف أنحاء المكسيك، كما ساهمت قداستهم في تسليط الضوء على الاضطهاد الديني في تاريخ المكسيك الحديث.